# Iwa-Kakeru! Climbing Girls
Iwa-Kakeru! Climbing Girls (яп. 『いわかける！ -Climbing Girls-』 Ива какэру! Кураймингу га:рудзу, «Скалолазки!») — японская манга, созданная Рюдаем Исидзакой. Изначально публиковалась в мобильном приложении и на сайте Cycomi компании Cygames с 2017 по 2019 год, а позже была издана в виде 4 томов издательством Kodansha. С июня 2019 года в онлайн-приложении выходит её продолжение — манга Iwa-Kakeru!! -Try a new climbing. В виде танкобонов она издается издательством Shogakukan. По мотивам манги был анонсирован аниме-сериал, премьера которого проходила с 4 октября по 20 декабря 2020 года.

## Сюжет
Школьница Кономи Касахара сделала себе громкое имя после победы в многочисленных турнирах по головоломкам. История начинается, когда она решает вступить в спортивный клуб скалолазания в своей школе. Логическое мышление помогает ей находить лучший маршрут подъёма.

## Персонажи
Кономи Касахара (яп. 笠原 好 Касахара Кономи)
Сэйю: Сумирэ Уэсака
Дзюн Уэхара (яп. 上原 隼 Уэхара Дзюн)
Сэйю: Юи Исикава
Нонока Сугиура (яп. 杉浦 野々華 Сугиура Нонока)
Сэйю: Мию Томита
Саё Ёцуба (яп. 四葉 幸与 Ёцуба Саё)
Сэйю: Айна Судзуки
Аннэ Курусу (яп. 来栖 アンネ Курусу Аннэ)
Сэйю: Юкари Тамура
Тигуса Кумагай (яп. 熊谷 千草 Кумагай Тигуса)
Сэйю: Сати Кокурю
Тинари Иваминэ (яп. 岩峰 一愛 Иваминэ Тинари)
Сэйю: Микако Комацу
Курэа Оба (яп. 大場 久怜亜 О:ба Курэа)
Сэйю: Machico
Масами Фудзита (яп. 藤田 真澄 Фудзита Масами)
Сэйю: Тихиро Уэда
Рина Самура (яп. 沙村 里奈 Самура Рина)
Сэйю: Дария Мидо

## Медиа

### Манга
Манга, созданная Рюдаем Исидзакой, с 2017 по 2019 год публиковалась в мобильном приложении и на сайте Cycomi компании Cygames, а позже была издана в виде 4 томов издательством Kodansha. С июня 2019 года в онлайн-приложении выходит её продолжение — манга Iwa-Kakeru!! -Try a new climbing. В виде танкобонов она выпускается издательством Shogakukan.

### Аниме
24 апреля 2020 года было объявлено об экранизации манги в виде аниме-сериала. Производством занимается студия BLADE под руководством режиссёра Тэцуро Амино по сценарию Токо Матиды. Над дизайном персонажей работал художник Ёсихиро Ватанабэ, музыкальное сопровождение написал Цубаса Ито. Сериал транслировался с октября по декабрь 2020 года. Аниме состоит из 12 серий. В начальной заставке звучит песня «Motto Takaku» (яп. もっと高く «Ещё выше») в исполнении Айны Судзуки, в закрывающей — «LET’S CLIMB↑» в исполнении сэйю четвёрки главных героинь.
Crunchyroll одновременно транслировало сериал в Северной, Центральной и Южной Америке, Европе, Африке, Океании, Ближнем Востоке и СНГ. В южной и Юго-Восточной Азии сериал лицензирован Medialink.

## Критика
В превью к аниме Iwa-Kakeru! Sport Climbing Girls критики отмечают схожесть со многими другими аниме про клубы девушек, занимающихся каким-либо нишевым хобби. При этом скалолазание кажется им не лучшим выбором из-за того, что это вряд ли то хобби, за которым интересно наблюдать, хотя аниме отлично справляется с объяснением технических деталей тем зрителям, что не знакомы с ним.
Анимация выглядит дёшево. В дизайне персонажей обращает на себя внимание наличие прорисовки мускулов. Наряды героинь достаточно открытые и обтягивающие, чтобы подходить для фансервиса, и камера временами тоже берёт достаточно рискованные углы, но сериал на фансервисе не фокусируется.